# 超電動ロボ 鉄人28号FX
『超電動ロボ 鉄人28号FX』（ちょうでんどうロボ てつじん28ごう エフエックス）は、1992年4月5日から1993年3月30日まで日本テレビ系で全47話が放送された日本テレビ、ASATSU、東京ムービー新社製作のロボットアニメである。アニメ版『鉄人28号』の第3シリーズにあたる。なお、「鉄人28号シリーズ」最後のセルアニメでもある。

## 概要
旧作・第2シリーズのリメイクではなく、第1シリーズの後日談として製作された。前作から数十年後の2002年を舞台に、前作主人公・金田正太郎の息子である正人を主人公とした、少年少女たちのヒーローを目指す活躍が描かれる（作品テーマとして「ヒーローとは」「ヒーローたるには」「ヒーローが守るべき正義とは」といった問いかけが、繰り返し語られる）。中年となった正太郎本人も正人らを導く上司という立ち位置で登場し、旧式化した愛機の初代鉄人28号が活躍する場面もある。
物語前半は、正人ら5人の少年探偵を擁する金田探偵事務所とゾーン総統率いるネオブラック団との戦いが描かれ、後半は正太郎がインターポール長官に就任したことに伴い金田探偵事務所を解散、長官直属となった正人・三郎・双葉（元一、詩織は海外支部へ異動）を中心に据えた一話完結の冒険活劇となった。
視聴率はいまひとつであったが、タカラ（現・タカラトミー）が1992年5月に発売した玩具「超電動ロボ 鉄人28号FX 鉄人28号FX + 17号合体セット」が発売1か月で約7万4000体を売り上げるヒット商品となり、変形機構を組み込んだライバル機・ブラックオックスの玩具「超電動ロボ サウンドアクション3段変形ロボ ブラックオックス」も人気を博した。年末商戦では2体をセットにした「超電動ロボ バトルジョイントボックス」も発売されている。

## 登場人物

### 金田探偵事務所
旧鉄人28号の操縦者で私立探偵の金田正太郎が、超科学犯罪に対処すべく設立した私的組織。これには、犯罪組織ネオ・ブラック団と金田夫妻との積年の戦いが端を発している。その運営には妻・陽子の実家である榊財団（榊電子）の支援を受けているが、基本的には依頼を受けて報酬を得ることで経営されており、財政は常に火の車である（第6、10、13話など）。所属する少年少女たちは得意分野こそ異なるものの、いずれも鉄人28号FXのパイロット候補として競い合う間柄である（第2、4話など）。
その中でも当初は、三郎が新型機・鉄人28号FXのパイロットとして最有力候補であったが、第1話途中でネオブラック団に誘拐され行方不明となっていた正太郎の息子・正人が突然帰還して以降は、主に2人が正式操縦者の座を争うこととなる。
ネオブラック団壊滅後の第2部では、正太郎の国際刑事警察機構（インターポール）長官就任とともに発展的解散することとなり、メンバーやロボットもインターポールの各部署に組み込まれる。
なお、金田探偵事務所兼金田邸は広大な敷地を有し、その地下深くには鉄人28号FXやエアロトレッカーなどを整備する大規模施設が広がっている。警備システムも民間とは思えないほど強固で充実しており、接近する敵を広域レーダーで警戒し、第1次防衛ラインでは無数の空中機雷で迎撃する（第17話）。さらに、屋敷周辺を覆うバリヤー発振装置（屋敷の裏から伸びる塔状の中央の発振器を除いた、屋敷の周囲にリング状に配置されたバリヤー発振装置は、出力を絞ることでビーム発射機にもなる）に加え、敷地内には警備用のガードロボットが複数配備されており、侵入者を実力で排除する（第17話）。これらの防衛システムは超能力者による侵入や（第37話）、フランケンによる潜入工作で機能不全にされた例（第17話）を除けば、通常は突破することが非常に難しい鉄壁の防御網となっている。
金田 正人（かねだ まさと）
声 - 沼田祐介（タイトルコールと次回予告ナレーションも兼任）
本作の主人公。正太郎と陽子の息子で12歳。せっかちなお調子者で自信過剰なところもあるが、正義感と行動力を備えており、ヒーローであることに誇りをもっている。鉄人28号FXのメインパイロットの座を主として三郎と争っていたが、その技量と実績を認められ、正式なパイロットとなる（第22話）。
本編開始の1年前に飛行機事故で消息を絶っていたが、実はネオブラック団に拉致され戦闘員としての訓練を施されていた（第2話）。のちに戦闘員養成所を脱走して日本に帰国し、初操縦でFXを使いこなしてネオブラック団の襲撃を退け、やがて正式なパイロットに任命される（第22話）。当初は軽い気分でヒーローをやっていたが、幾多の事件を通じて真のヒーローへと成長していく。
第2部では、三郎と双葉を含む3人でインターポールの遊撃隊所属となり、指令を受けて世界各地を転戦する。
金田 正太郎（かねだ しょうたろう）
声 - 田中秀幸（前半のオープニングナレーションも兼任）、折笠愛（少年時代）
前作の主人公で、52歳となった本作では金田探偵事務所の所長。旧鉄人の操縦者として少年時代から数々の実績を挙げており、ある事件の解決で協力した縁で現在の妻・陽子と結ばれ、長男の正人を授かる。親子だけに素の性格は正人と同じだが、豊富な経験からヒーローの本質を誰よりも心得ており、大人として正人や三郎たちを導く。本人の意識としてはまだまだ現役ヒーローであり、しばしば旧鉄人28号を操縦して鉄人28号FXを援護するなど健在ぶりを見せる。たいへんな愛妻家で、結婚から10年以上経った現在もラブラブである（第8話など）。
第2部ではインターポール長官に就任する（第24話）。
金田 陽子（かねだ ようこ）
声 - 折笠愛
旧姓は榊（さかき）。金田探偵事務所のスポンサーである榊財団会長の一人娘（第3話）。35歳。世界的な電子工学・ロボット工学博士として新鉄人シリーズの開発にかかわるほか、金田事務所の頭脳として作戦立案などを担当する。家庭でも良妻賢母として夫や息子を支える一方で、ギャンブルに強いという一面もある。
CD『超電動ロボ 鉄人28号FX 鉄人戦記』収録のミニドラマによれば、小学生の頃から正太郎の大ファン（本人いわく“おっかけ”）で、ファンレターをたくさん送りつけていたという。いつの日か憧れの正太郎と一緒に仕事ができればとロボット工学の勉強に励み、その間も手紙のやりとりは長年にわたって続いていたが、実際に二人が出会ったのは「世界ロボット開発会議」のゲストとして正太郎が招かれ、成人した陽子が日本の代表としてその会議に参加したときだった。マサチューセッツ工科大学ロボット工学科を首席で卒業後帰国、1988年に正太郎と結婚し、1990年に正人を産んでいる。1992年には金田ロボット工学研究所を設立し、新・鉄人計画に従事する。
第2部ではインターポール遊撃隊の一員になる。
夏樹 三郎（なつき さぶろう）
声 - 草尾毅
FXのパイロット候補の一人。不良気質ながらも正義感は強く、格闘技に関しては大人顔負けの実力を持つスポーツ万能の少年。14歳。当初はFXのパイロット最有力候補であったが、帰ってきた正人に技量で後れをとることが多く、その焦りと反感から衝突することも少なくなかった。しかし、幾多の事件をともに解決していくうちに友情が芽生え、いつしか正人とは良き相棒になっていく。フランケン亡き後はブラックオックスの2代目パイロットとなり（第22話）、非凡な才能を発揮するようになる。双葉からは「サブちゃん」と親しく呼ばれ、互いをからかったり喧嘩をしながらも気の置けない間柄である。
有名建築家の夏樹勇作（声 - 岸野幸正）と大女優の皆川みどり（声 - 玉川紗己子）を父母にもつ上流家庭の出身だが、両親は仕事から来るストレスや擦れ違いなどで2年前に離婚し、自身も父親との新生活になじめず独立して金田探偵事務所に入った経緯がある。離婚後も息子の身を案じた両親から探偵をやめるように説得されるが、その直後に起きたクリスタルブリッジ襲撃事件で両親を救ったことから、探偵業を続けることを認められる。（以上、第15話より）
司 元一（つかさ げんいち）
声 - 立木文彦
FXのパイロット候補の一人。とはいえ技量的にはいまひとつで、実務ではもっぱらエアロトレッカー（ならびにグラントレッカー）の操縦を担当している。メンバーの中では最年長の15歳であり、青年と見紛う体格の少年。そのためか皆からは「元一さん」と敬称で呼ばれている。メカ関連に強く、鉄人の整備や爆弾処理（第11話）など縁の下の力持ち的役割をこなす。フランソワーズに好意を抱いている（第19、24話）。
第2部では鉄人13号アステカのパイロットとして、インターポールのメキシコ支部に異動となるが、その後の登場は第29話のみ。
仁科 詩織（にしな しおり）
声 - 平松晶子
作戦担当兼営業担当。頭脳明晰で観察力と洞察力に優れ、陽子の助手を務めるほか、元一ほどではないがメカの知識もある（第5話では敵メカのコンピューターの機能を停止させる方法を、遠隔で双葉に指示する様子が見られる）。14歳ながら大人びた雰囲気をもち、幼稚で正反対の性格をもつ双葉のストッパー役でもある。のちに金田事務所に記憶喪失を装って潜入したフランケンと親しくなり（第17話）、やがて相思相愛となって改心させるも、死に別れたことで悲恋に終わる（第21話）。
第2部ではインターポールのオセアニア支部に異動となり、正式採用となった鉄人27号サキガケのパイロットになる。元一と比べ登場するのは第28話・第40話・第46話と多く、憧れの女優にして暗殺者だったマルガリータことスカーレットとの因縁も描かれている。
月刊『ニュータイプ』1992年5月号には“故大塚警部の孫娘”という重大な設定が記されているにもかかわらず、劇中はおろかDVD-BOX付属のブックレットのキャラクター解説でもそのことについていっさい触れられていないため、この設定が生きているのか不採用となったのかハッキリしない。
光瀬 双葉（みつせ ふたば）
声 - 小桜エツ子
マスコット的存在。大きい丸眼鏡とそばかすが特徴的な小柄な少女。11歳という実年齢以上に幼稚な面があり、実力的にもほかのメンバーに劣っているが、直感力と洞察力はときに大人さえも凌駕する。また、小柄な体格を活かして大人が入れない場所に入り込んでいくほどの行動力を発揮する。年齢と体格のわりにスリーサイズはB77・W52・H79とスタイルは悪くなく、第31話で敵に洗脳された際に披露したバニーガール姿の肢体で、三郎を赤面させている。
幼いころに両親をロボット事故で亡くしたことで孤児となり、両親の友人であった金田夫妻に引き取られた。テレビに登場するヒーローにあこがれて自身もヒーローになることを夢見ており、自分のような境遇の人たちの力になりたいと思っている。（以上、第5、14話より）
第2部では鉄人チームの一員として、異動した元一に替わって三郎とともにエアロトレッカーを操縦する。のちに陽子から専用機である鉄人30号ミラクル・ビーを与えられ、金田探偵事務所のメンバーの中で最後の鉄人パイロットになる（第43話）。

### ネオブラック団
ゾーン総統が率いる悪の組織。第1回東京国際ロボット博覧会に突如現れ、世界に向けて宣戦布告した。フランスのネオクラッシュ団や、アメリカのピンクマフィアなどの犯罪組織を配下に従え、世界中で巨大ロボットを使った犯罪や破壊工作を行う。旧作に登場したブラック団と何らかの繋がりがあるのかどうかは不明。
ゾーン総統
声 - 笹岡繁蔵
ネオブラック団の首領。その素性は不明で、部下たちの前には両目が付いた巨大な炎のようなホログラムの姿で現れる。性格は残酷で裏切者や失敗者に厳しい。のちにデビル火刀が作りだした影武者であることが判明する。
デビル火刀（デビルかとう）
声 - 小野健一
ゾルリックの部下のひとりである青い長髪の青年。FXの奪取または破壊を当面の目的としており、部下の工作員や巨大ロボットを用いて金田探偵事務所の前に立ちはだかる。その正体は、ゾーンの幻影を操っていたネオブラック団の真の首領で、さらに人間に作られた宇宙開発用のロボットであることが判明する（第23話）。かつて乗っていた宇宙船の事故で人間から見捨てられ（大破した宇宙船ごと）放棄されたことを恨み、漂流中に宇宙から謎の力を得て人間の姿となってザムダで地球に帰還、ネオブラック団を結成した（第23話）。
最終的に正人たちに敗れ去る（第23話）が、事前にネオブラック団の本拠地（海底基地）内の巨大コンピューターに自身のデータのバックアップを残しており、第42話では収監中のゾルリックを過去世界に送り込んで、組織が滅びる歴史を改変させることで復活をもくろむ。しかし、同じく過去にやってきた正人によってゾルリックは捕らえられ計画は頓挫、ブラックオックスのジェノサイドバスターで基地もろともコンピューターを破壊されて消滅する。
ゾルリック
声 - 難波圭一
ゾーン直属の部下であり、ネオブラック団の指揮権を統括する最高司令官。しかし、小物じみた性格でカリスマ性に欠けるため、部下たち（火刀、エルビス兄弟、バットラー、フランケン）からは軽んじられている。かつてはみすぼらしい浮浪者として徘徊していたところ、ゾーンに拾われ（第22話）サイボーグとして再生された。そのため、自身を拾ってくれたゾーンに深い忠誠を誓っているが、たびたびゾーンから失敗を咎められて電撃の制裁を食らうなどコミカルな描写も多く、ギャグメーカーの役割も担っている。
鉄人部隊がネオブラック団本部基地に攻め込んだ際、正体を明かした火刀の命令でアクマ1号に乗り込んで戦うが敗北、パラシュートで脱出したところを、金田探偵事務所の面々に発見され逮捕される（第22、23話）。
その後は刑務所に収監されていたが、第42話で巨大コンピュータにバックアップされていたゾーンによって（タキオン粒子を利用して）過去に送られ、歴史改変を試みたものの、同じく過去に追ってきた正人に阻止され再び捕まっている。
ランファ
声 - 三石琴乃
第10、11、24話に登場。正人とともにネオブラック団に誘拐され、兵士として訓練を受けていた少女。
正人からオルゴール入りのペンダント（もともとは母の陽子宛てに買った品）を預かり、正人と一緒に脱走する約束をしていたが、途中で捕まり戦闘員養成所に連れ戻された。正人は死んだものと思っていたが、実は火刀の洗脳によって「正人が自分を見捨て逃げた（のみならず殺されそうになった）」と思い込まされており、ネオブラック団の忠実な兵士に仕立て上げられていた。のちに変装で別人のフリをして正人に近づき、警戒心を解いた隙を突いてグリッドランサーを奪ったうえで正体を明かし、敵として再会を果たす。その後は鉄人28号FXとフェニックスを操って南アフリカで暴れ、鉄人26号ジャンボをも破壊するが、思い出であったペンダントのオルゴールの音色を聴いて自我を取り戻す。左腕にはこうした作戦失敗に備えて自爆装置まで取りつけられていたが、元一によって解除されたことで命を救われ、金田探偵事務所に保護された。（以上、第10、11話）
第24話では、心身のリハビリのために入院していた病院から外出許可をもらい、様々な怪我や病気で同じ病院に入院していて知り合った子どもたちとともに、金田探偵事務所を見学に訪れている。このとき、思い出のペンダントを陽子の手から直接、譲られる。
エルビス兄弟
声 - 山口健、松尾銀三
第6、16、36話に登場。在アメリカ幹部で、ニューヨークを本拠とするマフィア組織「ピンクマフィア」のボス。全く同じ容姿をした双子の兄弟であり、奇抜なメイクと恰好をしたおかま男性。勢いとノリで行動するコメディアン的な気質の犯罪者で、おもにみずからが取り仕切るイベントで悪事を働く。
ネオブラック団壊滅後もマフィアとしての活動を継続しており、第36話ではロサンゼルスでロボットによる賭博レスリング大会「クラッシュバトル」を開催し、その捜査に潜入した正人たちをドクターマウスと共謀して倒そうと罠を張るが、敗北して3人とも逮捕される。
ドクターマウス
声 - 富山敬
第36話に登場。エルビス兄弟配下の中国人科学者。インターポールの協力者を装ったスパイであり、マイケルを拉致してアイアンイーグルのコントローラーを奪ったうえに、協力するフリをして正人たちを罠に嵌める。対鉄人用として製造・準備していたキラージャイアントに絶対の自信を持っていて、事実その6本腕で鉄人28号FXを圧倒し、その左手をもぎ取るなど敗北寸前にまで追い詰めている。
フランケン・シュタイナー
声 - 高山みなみ（少年）、森川智之（青年）
第12話から登場。通称は「フラン」。少年時代の正太郎に敗れ死亡した不乱拳博士（声 - 青野武）のクローンで、生前の執事であったスコット（声 - 丸山詠二）がゾルリックに提供した遺体の細胞をもとに作り出された（第14話）。外見は正人たちよりも幼い印象の美少年であるが、すでにオリジナル体と同等の頭脳と記憶を有している。正太郎に復讐すべく新型のブラックオックスで前線に出るほか、自身の容姿を活かしての諜報・潜入工作もこなす（第13、17話など）。クローンの宿命として短命の身であり、外気に長時間触れていると細胞が崩れる弱点をもつため、定期的に培養液に浸かって調整する必要がある。のちにセルロース博士から奪った人工細胞のデータを用いて延命を図るが、セルロースの策で成長を促進させる偽データをつかまされ、さらに寿命が縮んだ青年の姿へと変貌する（第16話）。その後、正体を隠して金田事務所に潜入するが、そこで触れ合った詩織の優しさに惹かれ、捨て去ったはずの人間性を取り戻していく（第17話）。以降は詩織の危機をたびたび救い、やがてネオブラック団を離反。自身の肉体が限界に近づいたため三郎にブラックオックスを託し、延命措置を受けにセルロース博士の研究所に向かおうとした矢先、ゾーンの電撃を受けて死亡する（第21話）。
日本人と思われる不乱拳博士のクローンが、なぜ外国人の「フランケン・シュタイナー」なのかは謎。
バットラー
声 - 徳丸完
第8、9、19話に登場。在フランス幹部であり、ヨーロッパを拠点とするネオクラッシュ団の首領。断崖にそびえたつ古城に居を構え、鷲型ロボット「フォルクス（第8話）」を使役している。変装や情報操作に長けており、一度は正太郎を陥れ犯罪者に仕立ててブルゴーニュ特別刑務所に収監させることに成功し、さらに金田探偵事務所のメンバーが正太郎奪還のために刑務所を襲撃したかのように装ったが、真相を暴かれ敗走する。その後、ゾーンからの最後通告を受けると、変形飛行メカ・デスピード（デスピードー）に乗って巨大旅客機ニューコンドルを襲撃するが、フランケンの操るブラックオックスに妨害された挙句、FXの超電動キックで乗機を破壊されて死亡する（第19話）。実は伯爵の地位を持つ貴族出身で、狂気の科学者でもあることや、30年前に正太郎に手ひどくやられた過去があり、それを強く恨みに思っていることなどは、劇中ではいっさい語られていない。

### その他のキャラクター
大仁田アキラ（おおにた アキラ）
声 - 河合義雄
第3話以降に登場する、インターポール日本支部に所属する警部。主にロボット犯罪を担当する。どういう事情かは不明だが、アメリカにおけるピンクマフィア事件の捜査にも従事していた（第6話）。モデルはプロレスラーの大仁田厚。
榊会長（さかき かいちょう）
声 - 石森達幸
第3、5話に登場。金田陽子の実父であり、日本有数の資産を誇る榊財団の会長。娘の陽子が正太郎と結婚して金田探偵事務所で仕事をしていることには、思うところがあるようであったが、かといって正太郎との仲も険悪というほどではない。金田探偵事務所（金田ロボット工学研究所）に資金援助しているが、それも娘可愛さ故というばかりでなく、鉄人28号FXの活躍が財団のイメージアップになるから、というシビアな感覚も持っている（第3話）。
スカーレット・ローズ
声 - 小山茉美
第28、40、46話に登場。鉄人28号FXに匹敵するとも言われるレッド・クインビーを操り、報酬次第でどんな依頼でも成功させる国際的なプロの殺し屋（第28話）。表向きは世界的な人気女優マルガリータ・ライモンドとして活躍していた（第28話）。マルガリータの熱烈なファンであった詩織とは、護衛任務を通じて因縁が生まれる（一度は本気で射殺しようとした詩織をなぜか気に入ったようで、仲間になるよう執拗に勧誘するようになる）。当初は金で動く国際的な暗殺のプロフェッショナルであったはずだが、第40話では法で裁けない悪人を殺してまわる世直しの掃除人として再登場した。さらに第46話において、幼い頃に海難事故に遭って、救命ボートに乗っていたブラック博士に母親を見殺しにされた経験から彼を憎んでおり、復讐を生きがいとしてきたことが明かされる（第46話）。
大塚警部（おおつか けいぶ）
声 - 村松康雄
第33話の回想シーンに登場。故人。設定画には、原作（およびアニメ第1作）と同じく“大塚署長”との書き込みがあるが、実際の本編では「大塚警部」と呼ばれている。かつては少年探偵として名を馳せた金田正太郎と、数々のロボット犯罪の解決に尽力した。第12話では旧鉄人28号をバックに、少年時代の正太郎と大塚警部らしき人物が写真に写っているカットがあるが、その容姿はなぜか『太陽の使者 鉄人28号』版のものであった。
敷島博士（しきしま はかせ）
声 - 小野健一
第33話の回想シーンに登場。正太郎の父である金田博士の友人で、旧鉄人28号を共同で開発した（第24話における正太郎のセリフより）。本作では詳しくは語られていないが、かつて少年探偵として活躍していた正太郎を公私にわたってサポートしていた。存命かどうかははっきりしない。第12話でアルバムに貼られた写真に写っている人物が、やはり上記の大塚警部同様に『太陽の使者 鉄人28号』版の敷島博士によく似ているが、誰なのかは明言されておらず詳細不明。

## 登場メカ
鉄人28号FX（てつじん28ごうエフエックス）
全高18メートル（20メートル）、全幅12.5メートル、重量24.8t（25.8トン）、最大速度130km/h、最大起重8.2t。
新・鉄人計画にもとづき開発された新たな鉄人28号。「FX」とは「Future X」の略で、「未知なる未来」といった意味をもつ。青を基調とした筋骨隆々の体格が特徴で、格闘戦では無類の強さを発揮する。「人を守るためのロボットであり、人殺しの兵器ではない」という旧鉄人の思想を引き継ぎ武装はいっさい装備されていないが（第22話）、「通常のロボットより3倍速く動ける」という新開発の超電動マイクロチップを内蔵しており（第8話）、さらにこれによって、全身に配置された48個の（第41話）超電動サーボが生み出すパワーを一点集中して攻撃力を高める「超電動システム」の使用が可能となる（第13話）。ジャンプ力は最大50メートル（第4話）。旧鉄人のような飛行装備がないため空中戦は不可能であったが、第4話におけるフェニックスの登場によって、その欠点も早々に解消されている。ふだんは金田邸の地下深くの格納庫に待機しており、直接出動の際は屋敷の正面にある噴水を割って地上にリフトアップする（第2、17話）。
正太郎の弁によれば、「鉄人にはパイロットの能力とシンクロすることで、数字では計れない無限大のパワーが発揮されるプログラムが組み込まれている」という（第4話）。また、最優先でパイロットを守るようにもプログラムされているが、金田陽子博士いわく「言いかえれば、このプログラムを作動させてしまうようでは操縦者としてまだまだ」とのこと（第4話）。
グリッドランサー
FXなどの新・鉄人シリーズに採用された、レーザー拳銃型のコントローラー。操縦時は上面のカバーや銃尻のモニタースコープ（「メインコントロールパネル」）を展開し、それらの下にあるタッチパネルにパスワード（第2話）、簡単なコマンドと声による音声命令を入力したのち、行動目標に向けてトリガーを引くことで命令を実行する（第10話）。レーザーの収束率を高めることで、実際に銃として使うことも可能（第1、3、21、27話など）。18号アイアンイーグルが使用するガントレット型など、独自のコントローラーを採用した機種もある。
鉄人28号
正太郎の少年時代からの相棒であるロボットで、正太郎の父・金田博士と、その友人だった敷島博士が共同開発した（第24話）。もともとは第2次世界大戦中に旧日本軍が開発していた秘密兵器であった。劇中で単に「鉄人」と呼ばれる機体はおもにFXを指すため、「旧鉄人」「古い鉄人」「父さんの鉄人（正人からの呼称）」とも呼ばれる。製造から30年以上、経過した旧式機であるが、正太郎の技量と機転により現行のロボットと渡り合う活躍を見せる。FXが使用できないときの代替機として、正人が操縦したことも少なくない（第4、11、15、16話など）。
鉄人17号フェニックス
新・鉄人シリーズの1機である赤い鳥型飛行ロボット。全長14.6m、全高8.8m、最大翼長36.4m、重量8.7t。FXの背面に超電動合体することで、高い飛行能力を付与することができる。もともとは単体の飛行ロボットであったが、鉄人28号FXのサポートメカとして改良された。専用の操縦用グリッドランサーも用意されているが、操作を切り替えることでFX用グリッドランサーからの操縦も可能となっている（第4話）。劇中では、分離して鉄人28号FXとともに敵に連携攻撃をかけたり（第6話）、ブーメランのように投擲されたり（第38話）といった使い方も見られる。フェニックスがジェット推進なのか、あるいはロケット推進なのかを明言した資料は見当たらないが、第32話ではフェニックスと合体した鉄人28号FXが、大気圏外を噴射炎を出しながら移動する描写がされている。
なお、フェニックスと合体した鉄人28号FXは、超電動パワーを高速飛行に費やすために、攻撃能力値がやや下がってしまうという欠点があり、操縦者にはこれを補うための的確な判断や操作が求められる。また、このことからフェニックスは単独のときよりも、合体した状態の方が超電動の大きなパワーを発揮することができる（第19話）。その最高飛行速度は不明だが、金田陽子博士の分析ではブラックオックスと同等とのことであった（第22話）。
ブラックオックス（鉄人29号） / 鉄人29号OX（てつじん29ごうオックス）
フランケン・シュタイナーがFXを参考に開発した新たなブラックオックス。全高18.2(砲塔を含んだ場合27.3)m、全幅8.8m、重量28.8t、最大速度128km/h、最大起重10t。オリジナルの不乱拳が製作した旧ブラックオックスと同じく黒を基調とするが、こちらはより近代的で別物のデザインになっている。FXと互角のパワーに加え、右腕のアームバルカンや左腕のアームレーザー、背部の2基の砲塔と胸部の砲門を展開して放つ分子破壊砲「ジェノサイドバスター」など、圧倒的火力を備える。当初こそ超電動システムをもつFXに後れを取ることもあったが、ミラージュから奪った超電動マイクロチップを組み込むことで、同じ超電動システムの使用が可能となった（第14話以降）。
長距離移動時は飛行形態のジェットモードに変形し、パイロットを内部のキャビンに収容することもできる。コントローラーはグリッドランサーよりもさらに小型化されたブレスレットタイプで、折り畳み式アンテナや火器管制用のボタン数個をもつ以外は、ほかの鉄人シリーズのような音声操縦が可能となっている。
劇中の回想場面では旧ブラックオックスも登場し、旧鉄人28号と戦うシーンも描かれている（第13、14、24話）。
第2部では新・鉄人シリーズの1機「鉄人29号（鉄人29号OX）」としてインターポールに所属し、FXの心強い相棒となって活躍する。
ジェノサイドバスターは単なる武器にとどまらず、第42話ではタキオン粒子だけを抽出して正人をタイムスリップさせる「タイムスリップバスター」としても転用されている。FXなど同じ超電動チップをもつ機体をケーブルで繋げ、自機との2機分のエネルギーを込めて放つ「ダブルパワージェノサイドバスター」（第23、33、39、46話）を発動することもできる。
鉄人30号ミラクル・ビー
第43話に登場。鉄人の操縦を熱望していた双葉のために、陽子が開発した専用機。双葉の未熟な技術では通常サイズの機体の操縦は危険との判断から、妖精のような超小型機として設計されている。このため直接的な戦闘能力は大きく劣り、偵察や潜入工作がおもな運用法となるが、このサイズでの超電動システムの搭載やブラックオックスの技術を踏襲したペンダント型操縦器の採用など、あらゆる先行機の技術を投じた新・鉄人シリーズの集大成的機体となっている。鉄人30号にあたるのでは、とも考えられているが、公式にカウントされているかどうかはさだかでない（設定画によれば、ペンダントコントローラーの裏には“TETUJIN01 FUTABA ONLY by.yoko”との文言が記されている）。
エアロトレッカー
鉄人の支援を担当する超大型輸送機。操縦は第1部では基本的に司元一が、第2部ではもっぱら三郎か双葉が担当した。操縦桿は操縦席（前席右側）にしか見当たらないが、劇中では前席左側に着席した者が操縦していると思しき描写が幾度かあることから（第2、6、11、41話など）、左席には副操縦席としての機能もあると見られる。垂直離着陸能力を持つ航空機の「エアロキャリア」の後方に、FXやフェニックスを収容した巨大トレーラー「グラントレッカーがはみ出すかたちで合体しており、低空からグラントレッカーを切り離すことですみやかな地上行動に移行することができる。グラントレッカーのコンテナには鉄人2機分（+フェニックス用）の搭載スペースがあり、第2部では鉄人28号FXに加え、ブラックオックスがさらに収容されるようになる。本格的な戦闘用の機体ではないが、機首に機銃を（第2話）、両翼の付け根に2連装のミサイルランチャーを備えている（第2、31話など）。エアロキャリアのみならずグラントレッカーも水中行動が可能な高い水密性を備え、エアロキャリアに至っては潜水艦を相手に水中戦もこなしてみせた（第30話）。また、エアロキャリア（エアロトレッカー）は可変翼を後方に畳むことで高速飛行形態をとることもできる（第2話ほか）。
なお、作品放映当時の玩具「エアロキャリア グラントレッカー合体セット エアロトレッカー」では、グラントレッカーの運転席下部に格納される小型車「金田マシン」が付属していたが、これは企画当初において“正人が正体の判らぬ謎のヒーロー”という案が提示されていた名残りであり、本編には登場しない。
ザムダ
ネオブラック団が、作戦遂行のための兵員やロボットの輸送に用いる空中旗艦。鉄人が豆粒大に見えるほどの巨大な船体の各所から、スチームや黒煙を噴き出しながら航行するため、その全容はハッキリしない。ステルス機能や、侵入者に対する防衛システムも備えている（第23話）。
ハイパーデビルロボ/デビルロボ
第23話に登場。正体を現したデビル火刀がネオブラック団の飛行戦艦ザムダと融合し、周囲の金属や機械を吸収して超巨大ロボットとなった形態。サイコエネルギーウェーブ発することで周囲の機械を意のままに操れるほか、損傷個所も即座に再生する自己修復機能を備えている。しかし、内部からは潜入した正人と鉄人28号FXの、外からは援護に駆け付けた金田探偵事務所やほかの鉄人パイロットたちの攻撃を受け、最後はブラックオックスのジェノサイドバスターで破壊される。

### 新・鉄人シリーズ一覧
★マークのものは鉄人28号FXと同じく、光線銃型グリッドランサーでコントロールされることが明らかになっているもの（特に★マークや説明の無いものは、コントローラーのタイプが不明であることを示す）。
- 鉄人1号ドリルヘッド - 1971年にグリッドランサーのテスト用として開発された機体[56]。両腕と下半身はクローラー（無限軌道）となっており、頭部にはその名の通り毎分1,200回転する大型のスマートドリルを備えていることから、地中を時速30kmで掘り進むことができる[56]。のちに量産化され、操縦訓練用や土木作業用として世界各国に輸出されている[56]。第3話では鉄人2号とともに暴走して街で暴れ、制圧しようとした鉄人27号サキガケを撃破している。また、映像からは判然としないが、設定画にはハイパーデビルロボに取り込まれた様々なロボットや機械に混じって、多数の鉄人1号の姿が左肩の位置に描き込まれている[55]。社会に普及していることから、その他にも様々なシーンでその姿を見せている（第21、35話など）。★
- 鉄人2号アームローダー - 右手にドリル、左手にクロー付きのクレーンを装備し、両脚のクローラー部分にはパワーシャベルを備えている、見るからに土木作業用に特化した機体。鉄人のアームアタッチメント構想のための試作機で、胸部にロッククラッシャー・ヒートカッター・ハンマー・マニュピレーターの4つのオプションアームを収納しており、目的に応じて右手をこれらと換装する[56]。設定ではジョイント部分の装着ミスが多発したために実験機どまりに終わったとされていたが[56]、実際の本編では作業用として社会に普及しているらしく、工事現場で活動している様子が描かれており（第21話など）、鉄人1号と同様に世界各国に輸出されている[56]。第3話では鉄人1号とともに暴走して街で暴れ、制圧しようとした鉄人27号サキガケを撃破している。
- 鉄人3号ロードランナー - 膝から下を折り畳んで4輪走行形態（ローラーダッシュモード[57]）になることで、最大時速210km[57]の高速で移動することが可能[58]。小型軽量化を目指した試作機だったが、構造上、強度的な部分が問題となった[57]。
- 鉄人4号パワービルダー - 精密マニュピレーターとハイパーパワークレーンという剛柔の性能を両立させるための実験機[57]。しかし、1号から続く汎用フレームを使用していたことが枷となって冷却の問題を解決できず、巨大な排熱ダクトを背負ったために機動性が著しく劣ってしまった[57]。
- 鉄人5号マルチワーカー - 各パーツの小型化・合理化を目的に開発されたため、全鉄人の中で最小のフォルムを持つ[59]。大きなランドセル部分は外装バッテリーで、胸部にレーザートーチ、右腕部に電磁バーナーを装備しており、作業用に特化している[59]。第21話において、三郎と双葉が訪れた科学技術庁・ロボット管理局のモニターには、働く鉄人5号の姿が映っていた。
- 鉄人6号アーリーバード - 飛行による機動力向上を目的に開発された試作機[59]。旧鉄人28号が装備していたようなロケットエンジンではなく、両肩のジェットエンジンで推力を得るが、まだ短時間なら飛行できるといったレベルであった（第24話）[59]。この機体の開発が後の鉄人17号フェニックスへと繋がっている[59]。
- 鉄人7号ヘラクレス - パワーユニットの開発に重点が置かれた鉄人で、機体各部に配置されたサーボモーターと、マニュピレーターによる高度な制御が可能となっている[41]。
- 鉄人8号マスターピース - 1981年に開催された第1回ロボット博覧会に合わせて造られた、それまでの新鉄人（1-7号）から得られたデータをもとに建造された集大成的な機体[41]。その設計思想ははFXにまで継承されており[41]、FXのプロトタイプともいえる機体であることから、デザイン的にも似通った部分がある（第24話）。
- 鉄人9号シザース - 両肩から天に伸びた、クワガタを思わせる巨大なハサミはカッターであり、前方に向けて倒して使うこともできる[60]。
- 鉄人10号X-レイ - 第30話に登場。水中支援団によって開発された（第30話）。「パワーチェンジ、X-レイ!」のコールで、人型からエイ型メカに変形する。FXと超電動合体する[要出典]ことで水中戦をサポートする。エイの尻尾にあたるパーツは、人型に変形した際には手持ち武器のヒートロッド（電磁ビート）[注釈 52]になる。★
- 鉄人11号スケルトン - 「新・鉄人計画」の初期ナンバーの成果となる機体。これを以って、鉄人シリーズの基本設計が完了したとされる（第24話）。その名は新・鉄人の基本設計として完成された汎用フレームそのものであることに由来する[61]。このフレームは第二次計画で開発された12号から28号FXまでの基本骨格として採用されている[61]。設計は榊（現・金田）陽子博士[61]（第24話）。

以下、日・米・英・仏・中の共同プロジェクトとして再び鉄人計画が起案され、開発された機体である。
- 鉄人12号オーロラ - 脚部は豪雪地帯に適したクローラーとなっており、ロシアに配備されていた。なお、第32話で宇宙海賊コルドロンが乗っていたロボット・プロメテウスは、クローラーを2本脚とするなどの改造が施された鉄人12号オーロラである[61][注釈 53]。
- 鉄人13号アステカ - メキシコを中心とした中南米に配備（第24話）。森林及び化学火災への対処に特化した機能を持つ[62]。背中のタンクに消火液を積み、両肩に装備された複数のノズルから適切なものを選択して噴射する[62]。第2部では司元一が操縦（第29話）。★
- 鉄人14号サバンナ - ギニアに配備。環境や動物たちの保護を目的とし、鈎爪状のアイゼンが展開する足で荒れ地や悪路も踏破できる[63]。本来は敵ロボットとしデザインされた原案を元にしている[63]。
- 鉄人15号ビレンドラ - インドに配備。伸縮自在の4本腕（マニュピレーター）を持ち[64]、胸部が展開して大量のミサイルを発射する（第35話）。また、ターバン状の頭部中央からは暴徒鎮圧用の催眠音波や、相手の操縦電波を妨害するジャミング波を放つ[64][注釈 54]。第35話ではインターポール・インド支部の反乱（脱走）部隊に、3台の鉄人1号ドリルヘッドとともに強奪され、ムガール王朝の秘宝発掘に利用された。操縦者はマヤ（声 - 川村万梨阿 ）[注釈 55]あるいは脱走部隊の隊長（声 - 笹岡繁蔵）[注釈 55]。★
- 鉄人16号スフィンクス - エジプト周辺の中東警備の任に就く鉄人[65]。操縦者はファシル[65]（第27話）。
- 鉄人17号フェニックス - 上記参照。★
- 鉄人18号アイアンイーグル - アメリカに配備。空軍パイロット型。FBIに所属し[49]（第6話）、鉄人サイズの大型ショットガンや、トンファー型の警棒を装備している[49]。操縦者はマイケル・ジャスティス（声  - 久賀健治）。腕に装着するタイプのグリッドランサーでコントロールされる。
- 鉄人19号キングダム - イギリスの王立アカデミーが開発した鉄人（第34話）。英国儀仗兵の姿を模しており、銃剣を装着した専用のライフル銃を携行している。操縦者は英国情報部MI6の最年少情報部員にして、ジェームズ・ボンドの孫であるチャールズ・ボンド（声  - 山口勝平）。もともとは作品企画時に鉄人28号のリファイン案（鉄人28号FXとしての原案）の一つだったデザインを、リライトしたもの[66][67]。
- 鉄人20号マインツ - 設定ではドイツに配備されていることになっていたが、実際の本編ではユーロシティに配備されていた[67][注釈 56]（第31話）。操縦者はハンス・ミラー（声  - 露崎照久）。稼動時間は短いがFXに匹敵する出力を誇る。[要出典]。これも19号と同じく、もともとは鉄人28号のリファイン案（鉄人28号FXとしての原案）の一つだったデザインを、ブラッシュアップしたもの[66][67]。★
- 鉄人21号エアロダイナー - イタリアに配備。スーパーカーをイメージしたデザイン。「ハイウェイ・スター」を名乗る、元F1レーサーのマラネロ・アルマーニ（声  - 大倉正章）[注釈 55]が盗んで、夜な夜なハイウェイを暴走したスピード勝負に興じていた（第26話）。ジェットエンジンを搭載しており、新鉄人の中では随一の走行スピードを誇る[68]。唯一、コクピットを備えた鉄人で[注釈 44]、ヘッドギアを兼ねたヘッドセット型のコントローラーでも操縦はできるものの、高速走行中のコントロールはコクピットで行わないと難しい[68]。これももともとは作品企画時の鉄人28号のリファイン案（鉄人28号FXとしての原案）の一つだったデザインを、ブラッシュアップしたもの[66][68]。
- 鉄人22号ナルビク - ノルウェーに配備。水圧に耐え得る強固な外装と潜望鏡を備えた海中作業用のロボットだが[69]、陸上の活動にも対応した水陸両用の機体である（第24話）。
- 鉄人23号ロッキー - カナダの森林警備隊に配備[69]（第24話）。右腕にチェーンソー、左腕にクレーン[70]、下腹部には収納式の消火ノズルを装備している[69]。
- 鉄人24号赤竜号[注釈 57] - 中国保安局に配備されている（第24話）。キョンシーのような見た目をしているが、超電動マイクロチップを搭載していない鉄人の中では最速の反応速度を誇る[71]。カンフー技を使った（第24話）格闘戦が得意で[71]、後頭部から伸びた2本の髪の毛のようなパーツは、鞭のようにして敵を攻撃することも可能である[70]（第22話）。胸のパネル部分から荷電粒子砲を発射できるとする資料もあるが[70]、劇中では未使用。操縦者はフー・メイシー（声 - 富沢美智恵 ）。腕に装着するタイプのグリッドランサーでコントロールされる。
- 鉄人25号ミラージュ[注釈 58] - フランスに配備。フランス衛兵を思わせる姿をしており、機体各所には優美なカービングが施され、“電磁サーベル[72]”を武器とする。操縦者はフランソワーズ・ボルドー[73]（声 - 山崎和佳奈）[注釈 59]。フランスロボットアカデミーを通じて金田探偵事務所から提供された超電動マイクロチップを搭載して、FXに匹敵する機動力を得る（第7話次回予告、第8-9話）。FXに先駆けて超電動システムを搭載した機体であるが、[要出典]ブラックオックスの襲撃を受けて一度大破し、超電動マイクロチップを奪われてしまう（第13話）。修復後は、超電動システム機同士が連結して放つ“ダブルパワージェノサイドバスター”[要出典]の初使用時のパートナーとして、ブラックオックスと共闘する（第23話）。鉄人シリーズの中では唯一、バイザーインカム型のコントローラーを使用[72]。
- 鉄人26号ジャンボ[注釈 60] - ケニアに配備。象をイメージしたと思われるデザインをしている。大型の駆動モニターを持つ力自慢の機体で、“アフリカの星”の別名を持つ[18][注釈 61]。背中から張り出しているパイプはバリヤー発生装置らしいが[70]、劇中では使用されていない。専用装備として電磁スピアーを持っている設定になっているが[18]、第41話で雷を誘導するために使用されたものがそうなのかはハッキリしない。操縦者はイカム・マナトォ[74]（声 - 高木渉 ）[注釈 62]。★
- 鉄人27号サキガケ - 日本の警視庁に複数の試作機が配備されており[18]、第3話では暴走して街で暴れている鉄人1号と2号を制圧しようと2機が出動しているが、あっけなく返り討ちに遭っている。第2部では専任パイロットとなった仁科詩織の海外赴任に合わせて、正式採用機がオーストラリアに輸出された[18][注釈 63]。詩織の操るサキガケはスカーレットローズ事件に対応した際に、レッドクインビーと戦って大破して（第28話）以降、出番は無かった。設定画では耐衝撃樹脂でできたクリアシールドと電磁警棒を装備していることになっているが[18]、劇中では使用されていない。そのデザインは、実はブラックオックスの最初期案が元になっている[76]。★
- 鉄人28号FX - 上記参照。
- 鉄人29号[46]（鉄人29号OX[要出典][注釈 41]）ブラックオックス - 上記参照。
- 鉄人30号[要出典]ミラクル・ビー - 上記参照。

なお、第39話おいて第3次鉄人計画が動いていることが明らかとなっている。

## スタッフ
- 原作 - 横山光輝（連載誌 - 『テレビランド』[77]、『てれびくん』）
- プロデューサー - 堀越徹、戸谷仁（以上、日本テレビ）、佐川祐子（ASATSU）、岩田幹宏
- シリーズ構成 - 園田英樹
- デザインワークス - スタジオOX、杉田篤彦
- チーフディレクター - 今沢哲男
- キャラクター原案 - 鈴木典孝
- メカニックデザイン - 創一機、村田護郎
- キャラクターデザイン、総作画監督 - 本橋秀之
- 美術監督 - 光元博行
- 色指定 - 平山礼子、中野倫明、多胡涼子、ほか
- 仕上 - アニメワールド大阪、ミゾ企画、ほか
- 特殊効果 - 林好美、ほか
- 撮影監督 - 野村隆
- 音楽 - 近藤浩章
- 音響監督 - 小松亘弘
- 音響効果 - 横山正和
- 調整 - 柴田信弘
- 音響制作 - オーディオ・プランニング・ユー
- 現像 - 東京現像所
- タイトル - 田上淑子
- デザイン協力 - 阿久津潤一、山根公利、たかしあきら
- 設定協力 - 中野隆幸、永岡順一、REDカンパニー
- 制作担当 - 姫野利充
- 文芸担当 - 松元文一
- 企画制作 - 日本テレビ
- 製作 - ASATSU、東京ムービー新社

## 主題歌
以下の各曲のCDシングルは、いずれもキングレコード（スターチャイルド・レーベル）から発売された。

### オープニングテーマ
「フューチャー・ヒーロー」（第1話 - 第24話）
作詞 - 園田英樹 / 作曲 - 長沢ヒロ / 編曲 - 戸塚修 / 歌 - 長沢ヒロ
オープニングが〈New Version〉に変更された後も含め、クライマックスにおける鉄人28号FXの活躍・反撃シーンに挿入歌として多用された（第2 - 4、6 - 9、15、17 - 18、20、25、29、30、38、45話）。
「フューチャー・ヒーロー〈New Version〉」（第25話 - 第47話）
作詞 - 園田英樹 / 作曲 - 長沢ヒロ / 編曲 - 戸塚修 / 歌 - 清水咲斗子
後期オープニング。ヴォーカルが女性になっただけでなく、曲のアレンジ（カラオケ）もまったく異なる別ヴァージョン。
第46話では挿入歌としても使用されている。

### エンディングテーマ
「僕らは冒険者」（第1話 - 第28話）
作詞 - 工藤哲雄 / 作曲 - 長沢ヒロ / 編曲 - 戸塚修 / 歌 - 金田探偵事務所
「Get Your Dream」（第29話 - 第47話）
作詞 - 松葉美保 / 作曲 - 工藤崇 / 編曲 - 戸塚修 / 歌 - 清水咲斗子

## 各話リスト
| 話数 | サブタイトル             | (ストーリー原案) 脚本 | 絵コンテ   | 演出           | キャラクター作画監督 | メカニック作画監督 | 敵メカ、その他                                                                                          | 放送日         |
| ---- | ------------------------ | --------------------- | ---------- | -------------- | -------------------- | ------------------ | --- | -------------- |
| 1    | ヒーローは帰ってくる     | 園田英樹              | 今沢哲男   | 今沢哲男       | 本橋秀之             | 亀垣一 渡部圭祐    | サターン 作業車ロボ 鉄人18号アイアンイーグル                                                            | 1992年 4月5日  |
| 2    | 暴走鉄人をとめろ!        | 園田英樹              | 青山弘     | 元永慶太郎     | 本橋秀之             | 亀垣一             | シーヴァルガー ブラックドラゴン                                                                         | 4月12日        |
| 3    | 妨害電波をうちやぶれ     | 志茂文彦              | 飯島正勝   | 飯島正勝       | 本橋秀之             | 亀垣一             | トレーラーロボット                                                                                      | 4月19日        |
| 4    | 合体17号フェニックス!!   | 岸間信明              | 長岡康史   | 長岡康史       | 依田正彦             | 亀垣一             | ブラックドラゴン                                                                                        | 4月26日        |
| 5    | 超電動のひみつを守れ     | 月村了衛              | 今沢哲男   | 元永慶太郎     | 本橋秀之             | 亀垣一 渡部圭祐    | アンドーラ                                                                                              | 5月3日         |
| 6    | ピンクマフィアの挑戦     | 園田英樹              | 西澤晋     | 西澤晋         | 本橋秀之             | 亀垣一 渡部圭祐    | エルビスロボ 自由の女神ロボ                                                                             | 5月10日        |
| 7    | エルビス兄弟のわな       | 志茂文彦              | 大倉雅彦   | 大倉雅彦       | 本橋秀之             | 亀垣一 渡部圭祐    | アメフトロボ アメフトキング                                                                             | 5月17日        |
| 8    | マイクロチップを取り戻せ | 岸間信明              | 飯島正勝   | 飯島正勝       | 依田正彦             | 亀垣一 渡部圭祐    | バラクーダ                                                                                              | 5月24日        |
| 9    | たいほされた正太郎       | (園田英樹) 月村了衛   | 青山弘     | 青山弘         | 本橋秀之             | 亀垣一 渡部圭祐    | アーマン                                                                                                | 5月31日        |
| 10   | うばわれた鉄人           | 園田英樹              | 今沢哲男   | 長岡康史       | 本橋秀之             | 亀垣一 渡部圭祐    | スコーピオン                                                                                            | 6月7日         |
| 11   | 鉄人を取り返せ           | 園田英樹              | 今沢哲男   | 元永慶太郎     | 本橋秀之             | 亀垣一 渡部圭祐    | スコーピオン                                                                                            | 6月14日        |
| 12   | にせ鉄人あらわる!        | (園田英樹) 岸間信明   | 青山弘     | 青山弘         | 本橋秀之             | 亀垣一 渡部圭祐    | にせ鉄人28号FX 機雷ロボット ブラックオックス                                                            | 6月21日\|-     |
| 13   | ブラックオックス登場!    | (園田英樹) 志茂文彦   | 飯島正勝   | 飯島正勝       | 本橋秀之             | 亀垣一 渡部圭祐    | ブラックオックス                                                                                        | 6月28日        |
| 14   | フランケンのなぞ         | (園田英樹) 静谷伊佐夫 | 西村純二   | 高瀬節夫       | 本橋秀之 渡部圭祐    | 亀垣一 渡部圭祐    | ナイトランダー ブラックオックス                                                                         | 7月5日         |
| 15   | 三郎! 両親を救え!        | 岸間信明              | 浦田保則   | 中山太一       | 本橋秀之             | 亀垣一 渡部圭祐    | ブラックオックス                                                                                        | 7月12日        |
| 16   | フランケン強化作戦       | (園田英樹) 志茂文彦   | 青山弘     | 青山弘         | 本橋秀之 渡部圭祐    | 亀垣一 渡部圭祐    | ピンクロボット部隊（ピンクベレー、他1体） ブラックオックス                                              | 7月19日        |
| 17   | 襲撃! ブラックオックス!  | (園田英樹) 月村了衛   | 西村純二   | 高瀬節夫       | 本橋秀之             | 亀垣一 渡部圭祐    | ガイガー ブラックオックス                                                                               | 7月26日        |
| 18   | さく烈! 超電動カウンター | (園田英樹) 西園悟     | 西澤晋     | 西澤晋         | 本橋秀之             | 亀垣一 渡部圭祐    | ブラックオックス                                                                                        | 8月9日         |
| 19   | バットラー最後の挑戦     | 静谷伊佐夫            | 今沢哲男   | 元永慶太郎     | 本橋秀之             | 亀垣一 渡部圭祐    | デスピード（デスピードー） ブラックオックス                                                             | 8月16日        |
| 20   | 消えたブラックオックス   | 岸間信明              | 横田和     | 長岡康史       | 本橋秀之             | 亀垣一 渡部圭祐    | ブルモス ブラックオックス                                                                               | 8月23日        |
| 21   | フランケンのさいご       | (園田英樹) 志茂文彦   | 飯島正勝   | 飯島正勝       | 本橋秀之             | 亀垣一 渡部圭祐    | 鳥ロボット ネオブラック団・量産型ロボット ブラックオックス                                              | 9月6日         |
| 22   | ネオブラック団をつぶせ!  | 園田英樹              | 高瀬節夫   | 高瀬節夫       | 本橋秀之             | 亀垣一 渡部圭祐    | アクマロボ（アクマ1号、2号、3号） ガイガー                                                              | 9月13日        |
| 23   | 決戦! ゾーン総統         | (園田英樹) 月村了衛   | 亀垣一     | 亀垣一         | 本橋秀之             | 亀垣一 渡部圭祐    | デビルロボ（ハイパーデビルロボ） スコーピオン                                                           | 9月20日        |
| 24   | 解散? 金田探偵事務所     | 園田英樹              | 今沢哲男   | 元永慶太郎     | 本橋秀之             | 亀垣一 渡部圭祐    | [ 注釈 80 ]                                                                                             | 9月27日        |
| 25   | 叩け! 裏切りの軍団       | (園田英樹) 志茂文彦   | 西澤晋     | 中山太一       | 本橋秀之             | 亀垣一 渡部圭祐    | シェヘラザード                                                                                          | 10月6日        |
| 26   | 暴走ロボをつかまえろ     | 静谷伊佐夫            | 長岡康史   | 長岡康史       | 本橋秀之             | 亀垣一 渡部圭祐    | サイ型トレーラーロボ                                                                                    | 10月13日       |
| 27   | 砂漠の英雄伝説           | 月村了衛              | 西澤晋     | 西澤晋         | 箕輪悟               | 箕輪悟             | 邪神エイジャー 青銅の巨人 テロリストのロボットたち                                                      | 10月20日       |
| 28   | 真紅の暗殺者             | 志茂文彦              | 飯島正勝   | 飯島正勝       | 本橋秀之             | 亀垣一 渡部圭祐    | レッドクインビー                                                                                        | 10月27日       |
| 29   | 恐竜対鉄人               | 岸間信明              | 元永慶太郎 | 元永慶太郎     | 本橋秀之             | 亀垣一 渡部圭祐    | ダイナバード カムイ                                                                                     | 11月10日       |
| 30   | 深海からの挑戦           | 静谷伊佐夫            | 湊屋夢吉   | 中山太一       | 本橋秀之             | 亀垣一 渡部圭祐    | デビルオクト デスフィッシュ キングノーチラス                                                            | 11月17日       |
| 31   | 恐怖のマジックショー     | 西園悟                | 阿部雅司   | 阿部雅司       | 箕輪悟               | 箕輪悟             | ドラキュラロボ 超合体魔術ドラキュラロボ                                                                 | 11月24日       |
| 32   | 宇宙からの脱出           | 岸間信明              | 杉田篤彦   | 元永慶太郎     | 本橋秀之             | 亀垣一 渡部圭祐    | プロメテウス                                                                                            | 12月1日        |
| 33   | よみがえった悪夢         | 月村了衛              | 長岡康史   | 長岡康史       | 本橋秀之             | 亀垣一 渡部圭祐    | メタルサタン                                                                                            | 12月8日        |
| 34   | 盗まれた王冠             | 静谷伊佐夫            | 飯島正勝   | 飯島正勝       | 本橋秀之             | 亀垣一 渡部圭祐    | リッパー ロイヤルエンペラー                                                                             | 12月15日       |
| 35   | 密林の秘宝               | 志茂文彦              | 羽生頼仙   | 羽生頼仙       | 箕輪悟               | 箕輪悟             | 鉄人1号ドリルヘッド 鉄人15号ビレンドラ                                                                  | 12月22日       |
| 36   | 復活! エルビス兄弟       | 岸間信明              | 西澤晋     | 元永慶太郎     | 本橋秀之             | 亀垣一 渡部圭祐    | メデューサキッド モンスターコング ロックドン デストロイヤー 鉄人18号アイアンイーグル キラージャイアント | 1993年 1月12日 |
| 37   | 鉄人対超能力             | 西園悟                | 亀垣一     | 亀垣一         | 本橋秀之             | 亀垣一 渡部圭祐    | ブラックオックス 超能力ロボット                                                                         | 1月19日        |
| 38   | 悪魔をうむ機械           | 大川俊道              | 西澤晋     | 西澤晋         | 本橋秀之             | 亀垣一 渡部圭祐    | マルカス メカロイド                                                                                     | 1月26日        |
| 39   | GXの挑戦                 | 月村了衛              | 湊屋夢吉   | 松村康弘       | 箕輪悟               | 箕輪悟             | GX MGX                                                                                                  | 2月2日         |
| 40   | よみがえった魔女         | 志茂文彦              | 中山太一   | 中山太一       | 本橋秀之             | 亀垣一 渡部圭祐    | レッドクインビーII世（レッドクインビーII）                                                              | 2月9日         |
| 41   | 父さんを助けだせ!        | 岸間信明              | 飯島正勝   | 飯島正勝       | 本橋秀之             | 亀垣一 渡部圭祐    | モビー=ディック ピークオド号                                                                            | 2月16日        |
| 42   | 復活? ネオ・ブラック団   | みなみのひろし        | 今沢哲男   | 元永慶太郎     | 本橋秀之             | 亀垣一 渡部圭祐    | [ 注釈 80 ]                                                                                             | 2月23日        |
| 43   | 双葉は名パイロット?      | 静谷伊佐夫            | 湊屋夢吉   | いいじまゆうた | 箕輪悟               | 箕輪悟             | ビッグハンド（ハイパービッグハンド）                                                                    | 3月2日         |
| 44   | 忍者をつかまえろ!        | 西園悟                | 元永慶太郎 | 元永慶太郎     | 本橋秀之             | 亀垣一 渡部圭祐    | 風神号 戦闘ロボット スケートロボ                                                                        | 3月9日         |
| 45   | 傷だらけのヒーロー       | 大川俊道              | 西澤晋     | 西澤晋         | 本橋秀之             | 亀垣一 渡部圭祐    | ボースン                                                                                                | 3月16日        |
| 46   | 未来へのおくりもの       | 園田英樹 志茂文彦     | 湊屋夢吉   | 長岡康史       | 本橋秀之             | 亀垣一 渡部圭祐    | レッドクインビー デス=クインビー                                                                        | 3月23日        |
| 47   | ヒーローに乾杯!          | みなみのひろし        | 今沢哲男   | 元永慶太郎     | 本橋秀之             | 亀垣一 渡部圭祐    | [ 注釈 80 ]                                                                                             | 3月30日        |

## 放送局
第24話までの出典→
第25話以降の出典→
- 日本テレビ （キー局）：日曜10:30 - 11:00→火曜17:00 - 17:30（第25話より）
- 札幌テレビ：日曜10:30 - 11:00→日曜7:00 - 7:30（第25話より）
- 青森放送：日曜10:30 - 11:00（第24話で打ち切り）
- テレビ岩手：日曜10:30 - 11:00→木曜16:00 - 16:30
- ミヤギテレビ：日曜10:30 - 11:00→水曜 17:00 - 17:30（第25話より）
- 福島中央テレビ：日曜10:30 - 11:00→火曜17:00 - 17:30（第25話より）
- テレビ新潟：日曜10:30 - 11:00→金曜17:30 - 18:00（第25話より）
- テレビ金沢：日曜10:30 - 11:00→木曜 17:00 - 17:30（第25話より）
- テレビ信州：日曜10:30 - 11:00→木曜17:00 - 17:30（第25話より）
- 山梨放送：日曜10:30 - 11:00(第24話で終了マーク無しの打ち切り)[102]
- 静岡第一テレビ：日曜10:30 - 11:00→火曜17:00 - 17:30（第25話より）
- 中京テレビ：日曜10:30 - 11:00→金曜5:30 - 6:00（第25話より）
- 読売テレビ：日曜10:30 - 11:00→金曜16:30 - 17:00（第25話より）
- 日本海テレビ：日曜10:30 - 11:00（第24話で打ち切り）
- 広島テレビ：日曜10:30 - 11:00→月曜 17:00 - 17:30（第25話より）
- 西日本放送：日曜10:30 - 11:00→土曜 6:00 - 6:30（第25話より）
- 高知放送：日曜10:30 - 11:00（第24話で打ち切り）
- 福岡放送：日曜10:30 - 11:00→火曜17:00 - 17:30（第25話より）
- 長崎国際テレビ：日曜10:30 - 11:00→火曜17:00 - 17:30（第25話より）
- 熊本県民テレビ：日曜10:30 - 11:00（第25話より）

（ここまで日本テレビ系列）
- 山形放送：月曜17:30 - 18:00
- 福井放送：日曜7:00 - 7:30→月曜 17:00 - 17:30
- 山口放送：日曜11:00 - 11:30（第24話で打ち切り）

（いずれもテレビ朝日系列とのクロスネット（山形放送、山口放送は当時））
- テレビ大分：火曜16:00 - 16:30
- テレビ宮崎：日曜7:30 - 8:00

（いずれもフジテレビ系列・テレビ朝日系列とのクロスネット）
- 沖縄テレビ（フジテレビ系列）：不明

ローカルセールス枠の番組だったこともあり、放送を行わなかったフルネット局も存在する。

## ビデオ・DVDソフト
ビデオソフト（VHS）は作品放映当時にバップから全12巻でリリースされていた。2007年12月5日にはエイベックスから8枚組DVD-BOXが、2008年9月3日からは単巻版も全8巻で発売された。また、2018年4月27日にはTCエンタテインメント・ベストフィールドから、廉価版の6枚組DVD-BOXが発売されている。
なお、DVDではオープニング・エンディングとも制作クレジットが「製作 ASATSU 東京ムービー新社」から「製作・著作 トムス・エンタテインメント」に差し替えられたこと（「企画・制作 日本テレビ」クレジットは削除）に伴い、該当箇所にあたる映像も丸ごと差し替えられているため、オリジナルの映像は2025年6月現在、観ることができない。

## ネット配信
2019年9月25日より、YouTubeの「TMSアニメ55周年公式チャンネル」から第3話までが無料配信されていた。2025年6月現在は「TMSアニメ公式チャンネル」にて第1話のみ無料配信されている（これとは別に“横山光輝 生誕90周年記念配信”として、「TMSアニメ公式チャンネル」で2025年4月4日より6月17日まで1-3話が期間限定公開）。なお、DVDソフトと同様に、オープニング・エンディング制作クレジットは「製作・著作 トムス・エンタテインメント」に差し替えられているため（「企画・制作 日本テレビ」クレジットは削除）、オリジナルの映像ではない。

## 評価
- 横山光輝は、本作に初代「鉄人28号」を原作そのままの姿で登場させる事には許可を出したが[103]、本作自体については「あれは、最低だ。あんなになるとは思わなかった。」「(正太郎が成長して結婚して子供がいて、という設定について) シナリオ・ライターが作ったストーリーで、いやだった。[104]」と、酷評している。